# Lingua peonia
Il peonio fu la lingua indoeuropea parlata dagli antichi Peoni, che in età classica abitavano la Peonia (la valle del fiume Assio/Vardar, nella Repubblica di Macedonia e Grecia). Scarsamente attestata, non viene generalmente assegnata ad alcuna sottofamiglia.

## Storia
Il periodo esatto in cui il peonio fu lingua viva non è definito da fonti storiche dirette; è tuttavia probabile che l'insediamento dei Peoni nella loro sede storica risalga all'età micenea (dal XV secolo a.C.) e che la loro lingua sia sopravvissuta almeno fino all'annessione della Peonia al Regno di Macedonia, nel III secolo a.C.

## Classificazione
Le conoscenze del peonio sono molto limitate, e si riducono ad alcune parole note dalle fonti classiche; è tuttavia certo che si trattasse di una lingua indoeuropea, anche se il problema della sua classificazione resta aperto. Le fonti classiche solitamente considerano i Peoni distinti dai Traci o dagli Illiri, inclusa la loro lingua. Ateneo sembra che abbia collegato la lingua peonia a quella misa, anch'essa scarsamente attestata. Se ciò fosse vero, ciò significherebbe che il peonio era una lingua affine al daco. D'altra parte, i Peoni erano talvolta considerati discendenti dei Frigi, il che potrebbe mettere il peonio nello stesso ramo linguistico del frigio.
I linguisti moderni sono incerti sulla classificazione del peonio, a causa dell'estrema scarsità di materiale che hanno su questa lingua: da una parte Wilhelm Tomaschek e Paul Kretschmer ritennero che appartenesse al gruppo illirico, dall'altra Dimiter Dečev lo ritenne un idioma affine al tracio. Sembra però che il peonio si differenzi sia dall'uno che dall'altro, in quanto diversamente da illirico e tracio, presenta '"a/o" distinte e non sembra essere una lingua satəm (come invece le altre due). Anche nel peonio, però, le sonore aspirate indoeuropee (*bh, *dh, ecc.) diventano sonore (/b/, /d/, ecc.), come accade in illirico e in tracio (ma anche in gran parte delle lingue indoeuropee).

## Lessico
Le fonti classiche riportano alcune parole peonie:
- monapos, monaipos, toro selvatico
- tilôn, una specie di pesce che un tempo si trovava nel Lago Prasias
- paprax, altra specie di pesce che una volta si trovava nel Lago Prasias. Paprakas, masc. acc. pl.

Sono attestati anche un certo numero di antroponimi (alcuni conosciuti solo tramite monete peonie: Agis, Patraos, Lycpeios, Audoleon, Eupolemos, Ariston), alcuni teonimi (Dryalus, Dyalus, il Dioniso peonio), e diversi toponimi come Bylazora (odierna Veles), Astibos (odierna Štip) e i seguenti:
- Pontos, affluente di destra dell'attuale fiume Strumica, da *ponktos, "pantanoso" (cfr. tedesco feucht, "umido");
- Stobi (odierna Gradsko), nome di una città, da *stob(h) (cfr. antico prussiano stabis "pietra");
- Dóberos, altra città peonia, da *dheubh- "profondo" (cfr. greco buthós, lituano dubùs);
- Agrianes, nome di una tribù, da *agro- "campagna" (cfr. latino ager).